# Mukka-Lijangin saari
Mukka-Lijangin saari är en ö i Finland. Den ligger i sjön Mukka-Liejanki och i kommunen Enontekis i den ekonomiska regionen  Fjäll-Lappland  och landskapet Lappland, i den norra delen av landet, 900 km norr om huvudstaden Helsingfors. Öns area är 8 hektar och dess största längd är 0,7 kilometer i nord-sydlig riktning.